# Шампињол ле Мондвил
Шампињол ле Мондвил (фр. Champignol-lez-Mondeville) насеље је и општина у североисточној Француској у региону Шампањ-Арден, у департману Об која припада префектури Бар сир Об.
По подацима из 2011. године у општини је живело 325 становника, а густина насељености је износила 7,36 становника/km². Општина се простире на површини од 44,17 km². Налази се на средњој надморској висини од 346 метара.

## Демографија
| 1962. | 1968. | 1975. | 1982. | 1990. | 1999. | 2011. |
| ----- | ----- | ----- | ----- | ----- | ----- | ----- |
| 388   | 393   | 333   | 331   | 288   | 305   | 325   |

График промене броја становника у току последњих година